# Первомайский сквер (Донецк)

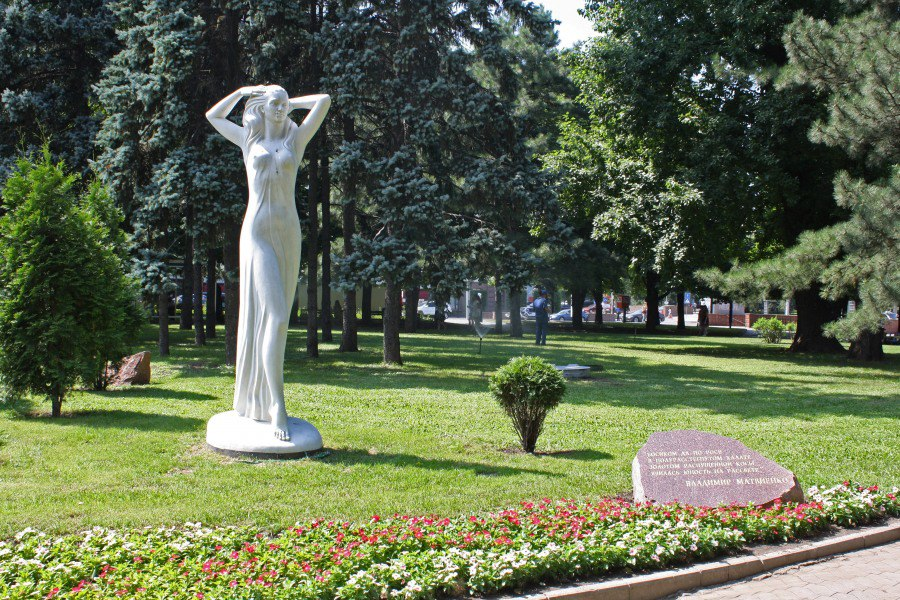
Скульптура «Юность»

Первомайский сквер — сквер, находящийся в северной стороне главной площади Донецка. Раньше площадь называлась Сенной, так как на ней находился Сенной рынок. После того, как на площади был построен Дом Советов, она получила название Советской, потом она стала называться Центральной. И только в середине XX века она получила имя площадь Ленина, которое носит и по сей день.

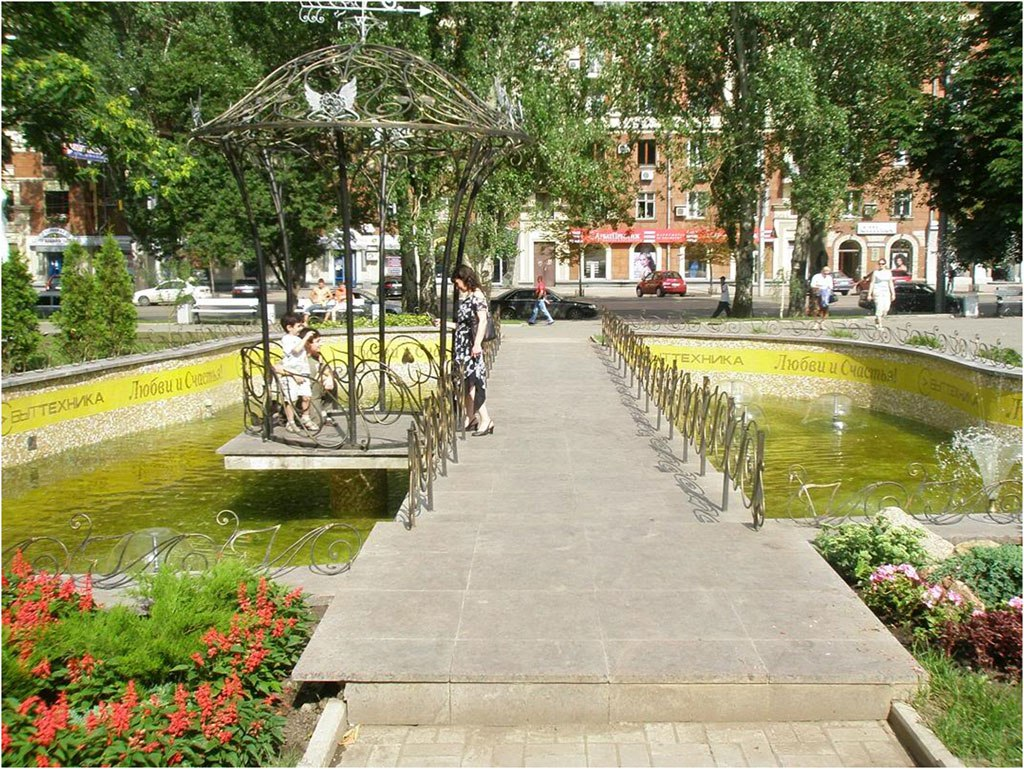
Аллея

Основной и главной достопримечательностью сквера Первомайского является скульптурная композиция «Юность». Это трехметровая фигура полуобнаженной девушки, выполненная из каррарского мрамора. На постаменте скульптуры выгравированы строчки из стихотворения Владимира Матвиенко.
В 2008 году в сквере был установлен современный фонтан с Беседкой для влюбленных. С легкой подачи горожан сквер, который теперь является излюбленным местом для свадебных фотографий молодоженов, стали называть сквером Влюбленных.

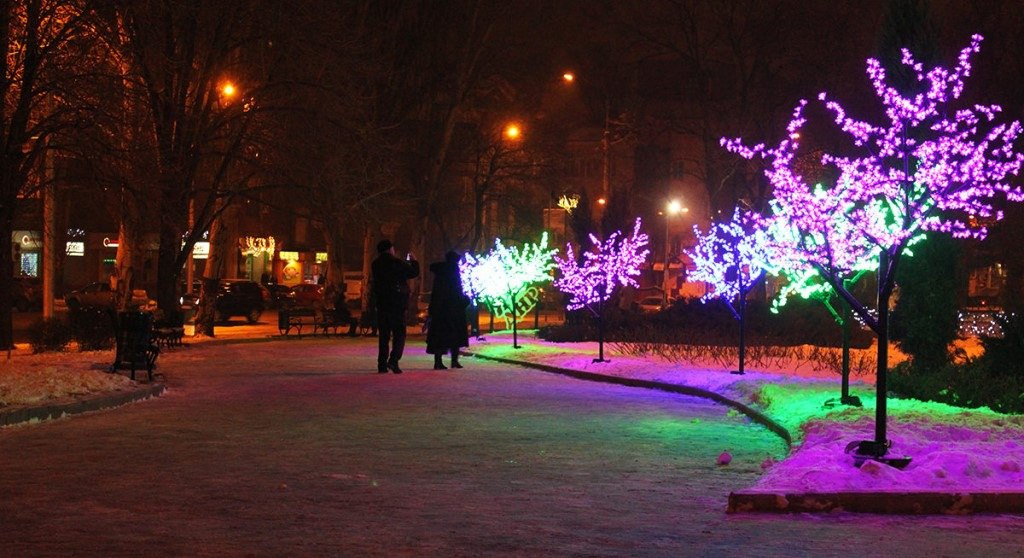
Первомайский сквер вечером

Также во время праздников сквер часто становится местом проведения разнообразных шоу-программ, фестивалей декоративно-прикладного искусства, ремесел и народных промыслов.